# Alfonso Gonzaga (1549-1569)

Stemma dei Gonzaga

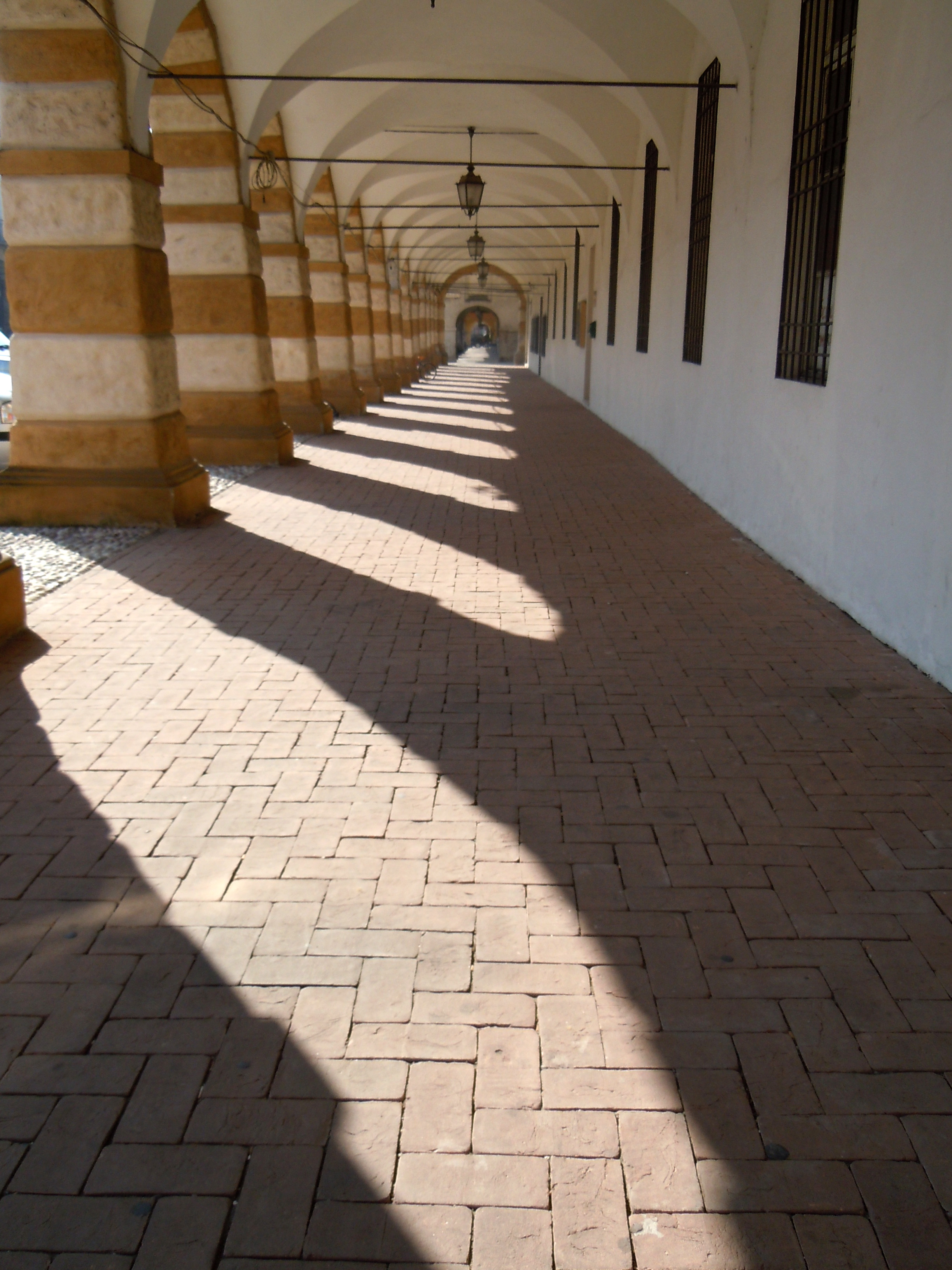
San Martino dall'Argine, portici gonzagheschi

Alfonso Gonzaga (San Martino dall'Argine, 1549 – Tours, settembre 1569) è stato un condottiero italiano.

## Biografia
Era il figlio quartogenito di Carlo Gonzaga, marchese di Gazzuolo e di Emilia Cauzzi Gonzaga.

Ancora giovanetto venne mandato dal padre alla corte dell'imperatore Massimiliano II, legandosi in amicizia al figlio primogenito Rodolfo, successore del padre al trono di Boemia.

Nel 1568, di ritorno in patria, si aggregò al fratello Pirro che andava a combattere in Francia sotto gli Sforza di Santa Fiora.

Colpito da malattia morì a Tours nel 1569 a soli vent'anni.

## Ascendenza
|                       |                      |                         | Genitori                |  |  | Nonni |  |  | Bisnonni              |  |  | Trisnonni           |  |
|                       |                      |                         |                         |  |  |       |  |  | Gianfrancesco Gonzaga |  |  | Ludovico II Gonzaga |  |
|                       |                      |                         |                         |  |  |       |  |  | Gianfrancesco Gonzaga |  |  | Ludovico II Gonzaga |  |
|                       |                      | Barbara di Brandeburgo  |                         |  |  |       |  |  | Gianfrancesco Gonzaga |  |  |                     |  |
| Pirro Gonzaga         |                      |                         |                         |  |  |       |  |  | Gianfrancesco Gonzaga |  |  |                     |  |
|                       |                      | Antonia del Balzo       | Pirro del Balzo         |  |  |       |  |  |                       |  |  |                     |  |
|                       |                      | Antonia del Balzo       | Pirro del Balzo         |  |  |       |  |  |                       |  |  |                     |  |
|                       |                      | Antonia del Balzo       | Maria Donata Orsini     |  |  |       |  |  |                       |  |  |                     |  |
| Carlo Gonzaga         |                      | Antonia del Balzo       |                         |  |  |       |  |  |                       |  |  |                     |  |
|                       |                      | Annibale II Bentivoglio | Giovanni II Bentivoglio |  |  |       |  |  |                       |  |  |                     |  |
|                       |                      | Annibale II Bentivoglio | Giovanni II Bentivoglio |  |  |       |  |  |                       |  |  |                     |  |
|                       |                      | Annibale II Bentivoglio | Ginevra Sforza          |  |  |       |  |  |                       |  |  |                     |  |
| Camilla Bentivoglio   |                      | Annibale II Bentivoglio |                         |  |  |       |  |  |                       |  |  |                     |  |
|                       |                      | Lucrezia d'Este         | Ercole I d'Este         |  |  |       |  |  |                       |  |  |                     |  |
|                       |                      | Lucrezia d'Este         | Ercole I d'Este         |  |  |       |  |  |                       |  |  |                     |  |
|                       |                      | Lucrezia d'Este         | Ludovica Condolmieri    |  |  |       |  |  |                       |  |  |                     |  |
| Alfonso Gonzaga       |                      | Lucrezia d'Este         |                         |  |  |       |  |  |                       |  |  |                     |  |
|                       | Francesco II Gonzaga | Federico I Gonzaga      |                         |  |  |       |  |  |                       |  |  |                     |  |
|                       | Francesco II Gonzaga | Federico I Gonzaga      |                         |  |  |       |  |  |                       |  |  |                     |  |
|                       | Francesco II Gonzaga | Margherita di Baviera   |                         |  |  |       |  |  |                       |  |  |                     |  |
| Federico II Gonzaga   | Francesco II Gonzaga |                         |                         |  |  |       |  |  |                       |  |  |                     |  |
|                       |                      | Isabella d'Este         | Ercole I d'Este         |  |  |       |  |  |                       |  |  |                     |  |
|                       |                      | Isabella d'Este         | Ercole I d'Este         |  |  |       |  |  |                       |  |  |                     |  |
|                       |                      | Isabella d'Este         | Eleonora d'Aragona      |  |  |       |  |  |                       |  |  |                     |  |
| Emilia Cauzzi Gonzaga |                      | Isabella d'Este         |                         |  |  |       |  |  |                       |  |  |                     |  |
|                       |                      | Giacomo Boschetti       | Albertino V Boschetti   |  |  |       |  |  |                       |  |  |                     |  |
|                       |                      | Giacomo Boschetti       | Albertino V Boschetti   |  |  |       |  |  |                       |  |  |                     |  |
|                       |                      | Giacomo Boschetti       | Diamante Castaldi       |  |  |       |  |  |                       |  |  |                     |  |
| Isabella Boschetti    |                      | Giacomo Boschetti       |                         |  |  |       |  |  |                       |  |  |                     |  |
|                       |                      | Polissena Castiglioni   | Cristoforo Castiglione  |  |  |       |  |  |                       |  |  |                     |  |
|                       |                      | Polissena Castiglioni   | Cristoforo Castiglione  |  |  |       |  |  |                       |  |  |                     |  |
|                       |                      | Polissena Castiglioni   | Luigia Gonzaga          |  |  |       |  |  |                       |  |  |                     |  |
|                       |                      | Polissena Castiglioni   |                         |  |  |       |  |  |                       |  |  |                     |  |